# N-Butylmethylether
n-Butylmethylether ist eine chemische Verbindung aus der Gruppe der Ether. Die Verbindung liegt bei Raumtemperatur als Flüssigkeit vor und ist wie die meisten Dialkylether relativ reaktionsträge.
Konstitutionsisomere sind Isobutylmethylether, sec-Butylmethylether und tert-Butylmethylether.